# Villepinte

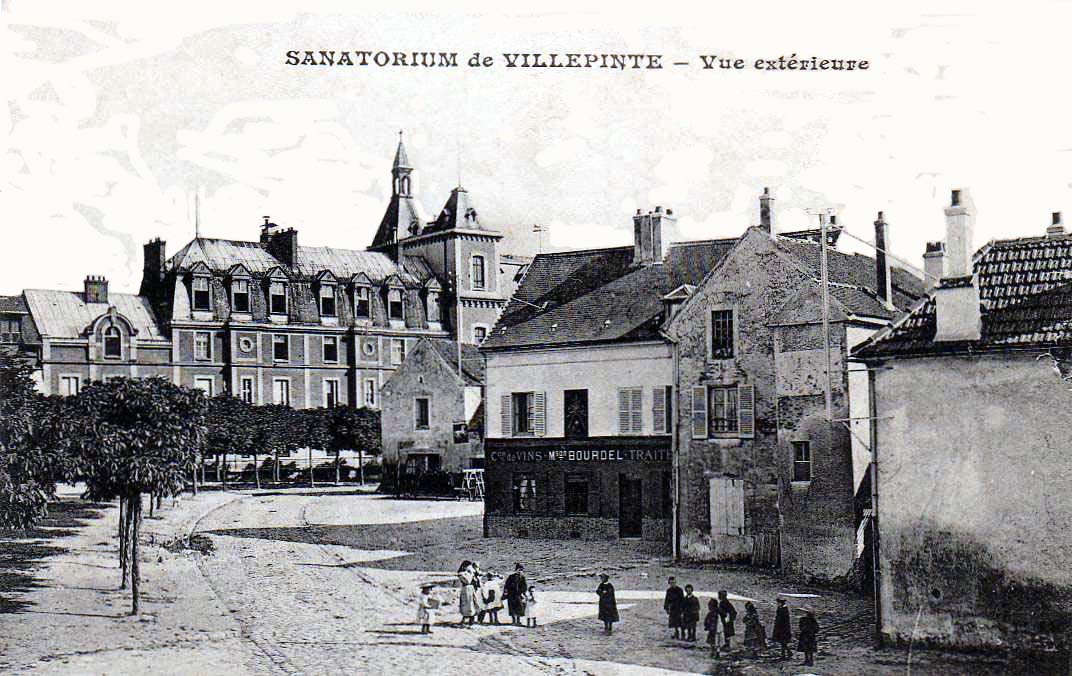
Sanatorium w Villepinte przed 1900

Położenie Villepinte w ramach aglomeracji paryskiej

Villepinte – miejscowość i gmina we Francji, w regionie Île-de-France, w departamencie Sekwana-Saint-Denis.
Według danych na rok 1990 gminę zamieszkiwały 30 303 osoby, a gęstość zaludnienia wynosiła 2922 osób/km² (wśród 1287 gmin regionu Île-de-France Villepinte plasuje się na 77. miejscu pod względem liczby ludności, natomiast pod względem powierzchni na miejscu 360.).